# Любимцев, Олег Иванович
Олег Иванович Любимцев (1915 — 1978) — советский инженер-механик, лауреат Ленинской премии.
В 1930—1934 работал слесарем на 1-м Тульском оружейном заводе.
Окончил Ленинградский институт инженеров гражданского воздушного флота (1934—1940). В 1940—1947 конструктор в авиационных конструкторских бюро.
С 1947 старший инженер, руководитель группы, начальник отдела проектного института по использованию атомной энергии (г. Королёв).
В 1960 г. удостоен Ленинской премии за участие в создании комплекса исследовательских водо-водяных реакторов ВВР-2, ВВР-С и ИРТ.

Статья из журнала "Огонек", 1960 г.

Последние научные публикации — от 1973 года.